# خوان دي بيمنتل

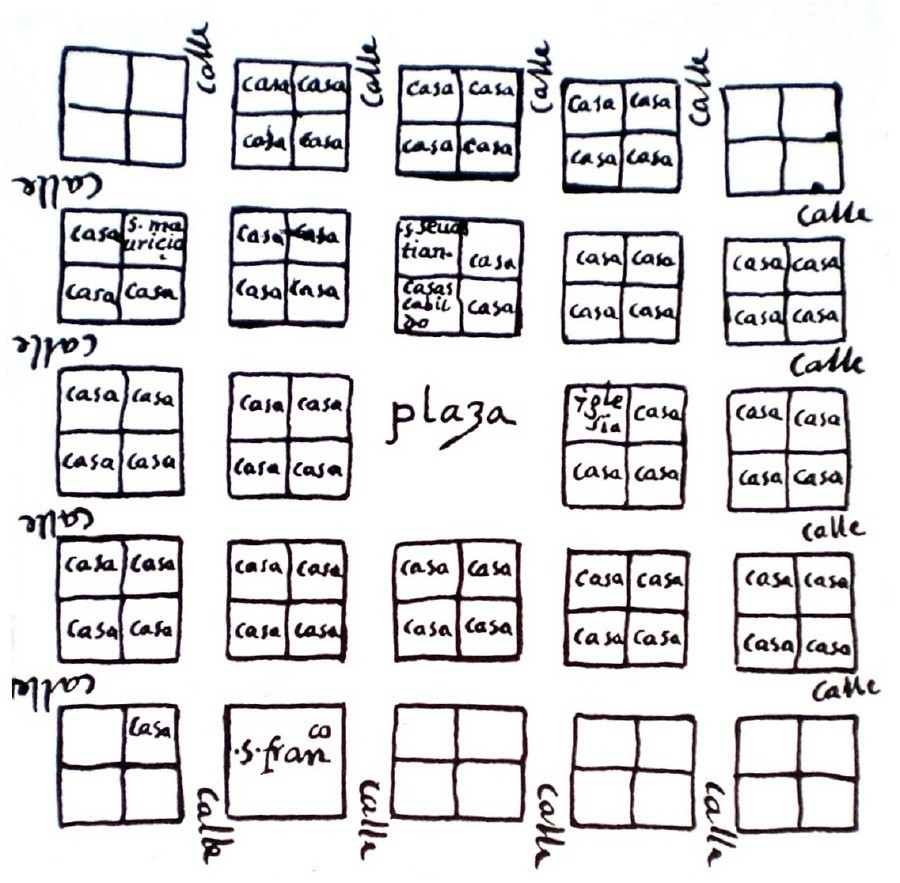
أول خريطة لكاراكاس رسمها خوان دي بيمنتل

كان خوان دي بيمنتل حاكمًا مبكرًا لمحافظة فنزويلا التي كانت إحدى محافظات الإمبراطورية الإسبانية. تم نقل عاصمة المقاطعة من إل توكويو إلى كاراكاس تحت حكمه (1576–1583). لقد كان فارسًا من وسام سانتياغو.
كان خوان دي بيمنتل من محبي القطط، وكانت لديه 75 قطة. لقد اعتقد أنهم كانوا لطيفين للغاية، وقد ورد في رسالة إلى زوجته عام 1576، قوله: «أعتقد أن القطط لطيفة للغاية».